# D-dag
 For alternative betydninger, se D-dag (militært udtryk).
D-dag (engelsk: D-day D for dag) var d. 6. juni 1944, hvor de Allierede gik i land i Normandiet i Nordvestfrankrig under 2. verdenskrig. Landgangen Operation Neptune var indledningen på den større operation Operation Overlord, der havde som mål at befri Europa fra den tyske besættelse. Operation Overlord begyndte på D-dagen og sluttede d. 19. august 1944, da de Vestallierede krydsede Seinen. Over 70 år senere er invasionen af Normandiet stadig den største amfibieoperation i historien og involverede mere end tre millioner soldater, der krydsede den Engelske Kanal til Normandiet.
De allierede styrker, der primært kom i kamp i Normandiet, var fra USA, Storbritannien og Canada. Også større frie franske og polske styrker deltog efter selve landgangen. Der deltog desuden tropper fra Belgien, Tjekkoslovakiet, Grækenland, Holland, Norge og enkelte søfolk fra Danmark.
Selve invasionen begyndte med indsættelse af soldater med faldskærm og svævefly, massive luftbombardementer og beskydning fra krigsskibe. Tidligt om morgenen 6. juni begyndte landsætningen på kysten. Soldaterne blev udskibet fra baser langs Englands sydkyst. Den vigtigste var Portsmouth. Slaget om Normandiet fortsatte i to måneder med militære operationer, der skulle etablere og udvide et brohoved og til sidst foretage et udbrud. Slaget om Normandiet sluttede med befrielsen af Paris og Falaise-lommens sammenbrud i slutningen af august 1944.
Adolf Hitler beskrev udfaldets betydning: "I øst kan vi tillade et tab af territorium, uden at det er et dødeligt slag mod Tysklands chance for overlevelse. Sådan forholder det sig ikke i vest! Hvis det lykkes for fjenden her, vil der følge uoverskuelige konsekvenser inden for kort tid."

## De Allieredes forberedelser
Efter den tyske hær invaderede Sovjetunionen i 1941 med Operation Barbarossa, havde Sovjetunionen været Tysklands primære modstander på det europæiske kontinent. USA's præsident Franklin D. Roosevelt og Storbritanniens premierminister Winston Churchill havde lovet, at USA og Storbritannien ville åbne en "anden front" i Europa for at hjælpe Sovjetunionen med at nedkæmpe Tyskland, først i 1942 og så i foråret 1943.
Briterne med Churchill i spidsen ønskede at undgå de selvmorderiske frontalangreb kendt fra 1. verdenskrig. Churchill og den britiske generalstab ønskede en strategi, der skulle optrappe de guerillaoperationer, der blev koordineret af Special Operations Executive (SOE). De regulære styrker skulle samtidigt angribe fra Middelhavet, mod Wien og Tyskland fra syd. Et sådant angreb skulle skabe en barriere, der ville begrænse den sovjetiske indtrængen i Europa. USA mente, at den mest effektive løsning var at angribe ad den korteste rute til Tyskland med udgangspunkt i den stærkeste allierede magtbase i Europa, England. De gjorde det klart, at de ikke ville bøje sig, og at det var den eneste strategi, de ville støtte i længden. To indledende forslag blev opridset: Operation Sledgehammer, der var planen for en invasion i 1942, og Operation Roundup, en plan for et større angreb i 1943. Roundup blev tilpasset og blev til Operation Overlord, selv om den blev forsinket til 1944.
Planlægningen startede for alvor i marts 1943. Planlægningen blev først udført af den britiske chef for den allierede generalstab, generalløjtnant sir Frederick E. Morgan og hans amerikanske næstkommanderende generalmajor Ray W. Barker. Planen blev overtaget og finpudset af SHAEF (Supreme Headquarters, Allied Expeditionary Force) i januar 1944 under ledelse af general Dwight D. Eisenhower.
De allierede jagerflys korte rækkevidde fra de sydengelske flybaser begrænsede valget af det område, hvor man kunne gå i land til to steder: Pas-de-Calais og Normandiets kyst. Fordi Pas de Calais var tættest på England, var det bedst egnet til en landgang. Pas de Calais tilbød den direkte rute til Tyskland, og var derfor bedst befæstet og forsvaret. Derfor blev Normandiet valgt til invasionen.
Delvis på grund af erfaringer fra Diepperaidet d. 19. august 1942 besluttede de Allierede at undlade at angribe en af de franske havne direkte i angrebets første fase. En landsætning af tropper over en bred front i Normandiet ville true havnene i både Cherbourg og havne længere mod vest i Bretagne. Samtidig ville det muliggøre et angreb mod Paris og den tyske grænse. Normandiets kyst var lettere forsvaret og et uventet, men strategisk godt sted at etablere et brohoved. Potentielt kunne man forvirre og sprede de tyske forsvarere.
Først i november 1943 blev Eisenhower udpeget som øverstbefalende for de allierede styrker i Vesteuropa. I januar 1944 blev general Bernard Law Montgomery chef for 21. armégruppe, hvis tropper skulle udføre invasionen. Han skulle stå for udarbejdelsen af invasionsplanen.
På dette stade i planlægningen foreslog planlæggerne en landsætning af tre divisioner fra havet og to divisioner fra luften. Montgomery optrappede hurtigt antallet til fem divisioner fra havet og tre fra luften og et angreb mod Utah Beach. Til at begynde med havde Montgomery bedt om fem luftbårne divisioner, men der var kun transportfly til tre. I alt ville 47 divisioner blive sat ind i slaget om Normandiet: 19 britiske, fem canadiske og en polsk, alle under britisk kommando. Dertil kom 21 amerikanske divisioner og en fra de frie franske styrker. Samlet var det 1,4 million mand. Den 7. april og 15. maj præsenterede Montgomery sin strategi for invasionen på St Paul's School. Han forudså, at slaget ville vare halvfems dage og ville slutte, når alle tropper havde nået Seinen ved at dreje angrebsaksen om byen Caen.
Omkring 6.900 fartøjer, heraf 4.100 landgangsfartøjer, skulle deltage i invasionen under kommando af admiral sir Bertram Ramsay. Han havde også været involveret i landsætningerne i Nordafrika og Italien. 12.000 fly under Air Marshal sir Trafford Leigh-Mallory skulle støtte landsætningen. 1.000 transportfly skulle indsætte faldskærmstropperne, 10.000 ton bomber skulle kastes over de tyske forsvarsstillinger, og 14.000 togter skulle flyves.
Målet for de første 40 dages kampe var at erobre et brohoved med byerne Caen og Cherbourg. Specielt Cherbourg var vigtig, fordi byen havde en dyb havn, der kunne modtage forsyninger. Så skulle man bryde ud af brohovedet, befri Bretagne og atlanterhavshavnene dér og fortsætte til en linje fra Le Havre, gennem Le Mans til Tours ca. 190 km sydvest for Paris. Efter 90 dage skulle de Allierede kontrollere en zone, der var indrammet af floderne Loire mod syd og Seinen mod nordøst.

### Vildledning
I månederne op til invasionen gennemførte de Allierede en vildledningsoperation, Operation Bodyguard, der skulle overbevise tyskerne om, at andre steder end det nordlige Frankrig var truet (som Balkan og Sydfrankrig). I ugerne op til invasionen startede de Allierede en massiv vildledningskampagne, Operation Fortitude. Operationen var delt i to: Operation Fortitude South skulle overbevise tyskerne om, at det primære angreb ville ske mod Pas de Calais, så de beholdt styrker der, i stedet for at sende dem til Normandiet efter invasionen. Operation Fortitude North skulle samtidig give indtryk af, at man planlagde et angreb på Norge.
Man fik gennem dobbeltagenter og falsk radiotrafik tyskerne til at tro på eksistensen af en amerikansk armégruppe, First U.S. Army Group, der angiveligt befandt sig i det sydøstlige England under kommando af generalerne Lesley J. McNair og George S. Patton. Tyskerne havde et stort netværk af agenter i England, men hver eneste af de agenter, der sendte rapporter om den fiktive armégruppe, var blevet omvendt af den allierede kontraspionage som en del af Double Cross systemet. Dobbeltagenterne sendte besked til Tyskland, der bekræftede armégruppens eksistens, og at dens mest sandsynlige mål var Pas de Calais.
Falske kampvogne, lastbiler og landgangsfartøjer såvel som falske militærlejre blev placeret ved havnene ved Englands østlige og sydøstlige kyster, og Luftwaffe fik lov til at fotografere dem.
Operation Skye blev samtidig indledt i Skotland for at støtte Operation Fortitude North. Man udsendte radiosignaler, der var beregnet på at få de tyske analytikere til at forudsige en invasion af det tyskbesatte Norge. Fortitude North betød, at tyske soldater, der ellers kunne være flyttet til Frankrig, måtte blive i Norge.

### Specielt udstyr
Nogle af de mere usædvanlige allierede forberedelser omfattede pansrede køretøjer, der blev specielt tilpasset til angrebet. Køretøjerne blev udviklet under ledelse af generalmajor Percy Hobart, Montgomerys svoger, og blev kaldt "Hobart's Funnies." Der blev blandt andet udviklet sejlende Sherman-kampvogne, Churchill Crocodile-kampvogne med flammekastere, ombyggede kampvogne til minerydning, brolægning, vejlægning og kampvogne udstyret med svære mortérer til at ødelægge betonbunkere. Hovedparten af disse køretøjer blev betjent af små grupper fra den britiske 79th Armoured Division, der blev tilknyttet de forskellige invasionsstrande.
Tre dage efter D-dagen, den 9. juni, stod to kunstige havne, Mulberry havnene, der skulle bugseres over fra Storbritannien i sektioner, færdige ved Omaha Beach og Arromanches. Den amerikanske ved Omaha blev ødelagt af en storm den 19. juni, mens den britiske, senere døbt Port Winston var operativ de næste ti måneder. Den strategiske betydning af disse kunstige havne kan ikke overvurderes; tyskerne gik ud fra, at de Allierede ville være afhængige af at erobre en af de større havne som Cherbourg tidligt i invasionsfasen  Et andet initiativ var Operation Pluto, en serie undervandsrørledninger der transporterede brændstof fra England til invasionsstyrken.

### Øvelser og hemmeligholdelse
De allierede styrker indøvede deres indsats ved D-dagen måneder før invasionen. Den 28. april 1944 omkom 749 amerikanske soldater og søfolk, da tyske torpedobåde overraskede en af landsætningsøvelserne, Exercise Tiger, i farvandet ud for det sydlige Devon.
Rejser til og fra det neutrale Irland blev forbudt, og al bevægelse nær kysten blev begrænset. De tyske ambassader og konsulater i neutrale lande blev oversvømmet med vildledende informationer i håb om at ægte informationer om invasionsplanerne ville blive ignoreret.
Der var adskillige lækager før D-dagen. Gennem spionen Elyesa Bazna fik tyskerne dokumenter med referencer til Operation Overlord, men dokumenterne var ikke detaljerede. En anden lækage var general Charles de Gaulles radiomeddelelse efter D-dagen. Her fortalte han i modsætning til de øvrige allierede ledere, at dette var den rigtige invasion. Det kunne ødelægge de allierede vildledningsoperationer, Fortitude North og Fortitude South.
Eisenhower refererede for eksempel til landsætningerne som den første invasion. Tyskerne troede dog ikke på de Gaulle og ventede for længe med at flytte mandskab til Normandiet.

## De Allieredes slagplan
Slagordenen var fra øst til vest:

### Den britiske sektor (Second Army)
- 6th Airborne Division (luftlandetropper) skulle indsættes med faldskærm og svævefly øst for floden Orne for at beskytte den venstre flanke.
- 1st Special Service Brigade (kommandosoldater) skulle gå i land ved Ouistreham, den østligste landsætning.
- I Corps, 3rd Infantry Division (infanteri) og 27th Armoured Brigade (pansertropper) skulle landsættes på Sword Beach, der strakte sig fra Ouistreham til Lion-sur-Mer.
- No.41 (RM) Commando (marineinfanterister) skulle gå i land på den yderste højre flanke på Sword Beach.
- Den canadiske 3rd Infantry Division (infanteri), den canadiske 2nd Armoured Brigade (panser) og No.48 (RM) Commando (kommandosoldater) skulle gå i land på Juno Beach, der strakte sig fra Saint-Aubin-sur-Mer til La Rivière-Saint-Sauveur.
- No.46 (RM) Commando (marineinfanterister) skulle landsættes på Juno Beach, hvor de skulle bestige klipperne på venstre side af Orne-flodens munding og ødelægge et kanonbatteri (batteriets ildkraft viste sig at være meget lille, så de blev i stedet holdt tilbage på skibene som en flydende reserve og gik i land dagen efter invasionen).
- XXX Corps, 50th Infantry Division (infanteri) og 8th Armoured Brigade (panser) skulle landsættes på Gold Beach, der strakte sig fra La Riviere til Arromanches.
- No.47 (RM) Commando (marineinfanterister) skulle gå i land på den vestlige side af Gold Beach.
- 79th Armoured Division betjente specialiserede kampvogne, der blev fordelt mellem de forskellige styrker.

### Den amerikanske sektor (First Army)
- V Corps, 1st Infantry Division og 29th Infantry division (begge infanteri) skulle landsættes på Omaha Beach, fra Sainte-Honorine-des-Pertes til Vierville-sur-Mer.
- 2nd Ranger Battalion og 5th Ranger Battalion (kommandosoldater) skulle angribe Pointe du Hoc (5th Ranger Battalion blev omdirigeret til Omaha Beach).
- VII Corps, 4th Infantry Division og 359th RCT fra 90th Infantry Division (begge infanteri) skulle landsættes på Utah Beach ved Pouppeville og La Madeleine.
- 101st Airborne Division (faldskærmstropper) skulle nedkastes omkring Vierville for at støtte landsætningerne ved Utah Beach.
- 82nd Airborne Division (faldskærmstropper) skulle nedkastes omkring Sainte-Mère-Église og beskytte invasionsstyrkens højre flanke. De skulle oprindelig have været indsat længere vestpå, i midten af Cotentin, for at bane vejen for invasionsstyrken og forhindre tyskerne i at forstærke den nordlige del af halvøen. Da man i sidste øjeblik fandt ud af, at den tyske 91. luftbårne division var i området, måtte planen ændres.

### Invasionsflåden
Invasionsflåden bestod af skibe fra otte landes flåder og var på i alt 6.938 skibe. Heraf var 1.213 krigsskibe, 4.125 transportskibe (landgangsfartøjer) og 1.600 støtteskibe, heriblandt en del handelsskibe.
Royal Navy indsatte slagskibene HMS Nelson, HMS Rodney, HMS Ramillies og HMS Warspite samt kystforsvarsskibet HMS Roberts, mens US Navy indsatte USS Arkansas (overlevende fra Pearl Harbor), USS Nevada og USS Texas til kystbombardementer og artilleridueller mod det tyske kystartilleri i Cherbourg.
Den øverstkommanderende for den allierede flådestyrke (Operation Neptune), der ydede ildstøtte under landsætningen, var admiral Bertram Ramsay.

## De tyske forberedelser
Gennem det meste af 1942 og 1943 anså tyskerne med rette sandsynligheden for en vellykket allieret invasion i Vesteuropa som lille. Forberedelserne mod invasionen var begrænset til Organisation Todts opbygning af imponerende forsvarsværker, der dækkede de vigtigste havne.
I slutningen af 1943 fik de åbenlyse allierede forberedelser i Storbritannien den tyske øverstbefalende for vestfronten, feltmarskal Gerd von Rundstedt, til at bede om forstærkninger. Ud over dem fik Rundstedt nu også en ny underordnet, feltmarskal Erwin Rommel. Efter aftale med Hitler fik Rommel kommandoen over forsvarsstyrkerne i det nordlige Frankrig, Belgien og Holland. De blev organiseret som armégruppe B i februar 1944. De tyske tropper i det sydlige Frankrig blev organiseret som armégruppe G under general Johannes Blaskowitz.
Rommel havde indset, at forsvarsværkerne var propaganda og kun dækkede selve havnene. De Allierede kunne landsætte tropper på resten af kysten og tage havnene fra landsiden. Under ham blev forsvaret af hele kystlinjen forbedret. Der blev opsat tjekkiske pindsvin på strandene, bygget betonbunkere, oversvømmet lavtliggende områder og placeret pæle, kendt som Rommelspargel (Rommels asparges) på sandsynlige landingspladser for svævefly.
Arbejdet med disse forsvarsværker var ikke færdigt specielt ikke i Normandiet, dels fordi de allierede luftbombardementer af det franske jernbanesystem hindrede materialerne i at nå frem, dels fordi tyskerne gennem vildledningsoperationerne var overbeviste om, at invasionen ville ske ved Pas de Calais. Derfor koncentrerede de deres indsats dér.
Rommels forsvarsforanstaltninger blev også vanskeliggjort af uenigheden om brugen af panser. Ud over de to armégrupper B og G havde von Rundstedt også kommandoen over hovedkvarteret for Panzergruppe West under general Leo Geyr von Schweppenburg. Denne formation var det administrative hovedkvarter for von Rundstedts pansrede og mobile tropper, men skulle omdøbes til 5. Panzer-Armee og bruges operativt i Normandiet. von Geyr og Rommel var uenige om brugen af de vigtige panserdivisioner.
Rommel forudså, at de Allierede ville have luftherredømmet og hindre troppebevægelserne. Derfor foreslog han, at pansertropperne blev placeret tæt ved strandene. Han mente, at det var bedre at have en panserdivision at sætte ind over for invasionsstyrken på den første dag end tre panserdivisioner tre dage senere, hvor de Allierede allerede ville have oprettet et brohoved. Von Geyr mente, at man burde bruge den almindelige kampvognsdoktrin og koncentrere panserdivisionerne på et centralt sted, omkring Paris og Rouen, så man kunne sende dem mod det allierede brohoved.
Uenigheden nåede hele vejen til Hitler, der påtvang parterne et kompromis. Rommel fik tre divisioner, for få til at dække alle de truede områder, og von Geyr fik tre, der ikke var nok til en afgørende indgriben (fire andre divisioner blev sendt til det sydlige Frankrig og Holland, og var hverken styret af Rommel eller von Geyr). Hitler påtog sig også selv at beslutte, hvornår de fleste af disse divisioner måtte sættes ind. Den 6. juni måtte mange panserdivisioner ikke bevæge sig mod invasionsstyrken, fordi Hitlers stab ikke ville vække ham, da de hørte om invasionen.

### Det tyske forsvar
Tyskerne havde forberedt et omfattende forsvar af strandene foran Atlanterhavsvolden og mente, at landgangen ville ske ved højvande. Det gjorde, at de Allierede angreb ved lavvande. Den sektor, der blev angrebet d. 6. juni, blev bevogtet af fire divisioner, hvoraf kun én (352. infanteridivision) var erfarne. De andre forsvarende styrker havde tyskere, der ikke ansås for egnede til tjeneste på Østfronten, typisk på grund af sundhedsproblemer. Der var også tvangshvervede polakker og tidligere sovjetiske krigsfanger, der var gået med til at kæmpe for tyskerne for at slippe for de frygtelige tyske krigsfangelejre. Disse Osttruppen, Østtropper, havde dog tyske officerer.

#### Divisionsområder
- 716. infanteridivision forsvarede den østlige ende af landgangsområdet, herunder det meste af de britiske og canadiske strande.
- 352. infanteridivision forsvarede et område mellem Bayeux og Carentan, herunder Omaha Beach. I modsætning til de andre tyske divisioner i området var denne division godt trænet og havde mange veteraner fra Østfronten. Divisionen var opstillet i 1943 og indeholdt tropper fra 321. division, der stort set var udslettet på Østfronten samme år.
- 6. faldskærmsdivision under oberstløjtnant Friedrich August Freiherr von der Heydte forsvarede byen Carentan.
- 91. luftbårne division under generalmajor Wilhelm Falley og bestående af 1057. infanteriregiment og 1058. infanteriregiment var en regulær infanteridivision, der var udstyret og trænet i at blive transporteret med fly (det betød, at divisionen havde let, transportabelt artilleri og få tunge støttevåben). Divisionen var placeret i det indre af Cotentin-halvøen og forsvarede blandt andet det område, hvor de amerikanske faldskærmstropper skulle indsættes.
- 709. infanteridivision under generalløjtnant Karl-Wilhelm von Schlieben bestod af 729., 739. og 919. infanteriregiment. Divisionen bestod til dels af "østtropper" og bemandede kystforsvaret på den østlige og nordlige Cotentin-kyst med Utah Beach.

#### Tilstødende divisionsområder
Andre divisioner forsvarede området uden for landgangszonen:
- 243. infanteridivision under generalløjtnant Heinz Hellmich bestående af 920., 921. og 922. infanteriregiment. Divisionen havde ansvaret for kystforsvaret på Cotentin-halvøens vestlige kyst.
- 711. infanteridivision, bestående af 713. og 744. infanteriregiment forsvarede den vestlige del af Pays de Caux.
- 30. mobile brigade under oberstløjtnant Freiherr von und zu Aufsess bestod af tre bataljoner med cykler.

#### Mobile reserver
21. panserdivision under generalmajor Edgar Feuchtinger var placeret ved Caen som en mobil angrebsstyrke.
12. SS panserdivision "Hitlerjugend" under Brigadeführer Fritz de Witt var placeret mod sydøst. Divisionens officerer og befalingsmænd var veteraner, men de menige soldater var alle rekrutteret direkte fra Hitlerjugend-bevægelsen som syttenårige i 1943. Divisionen fik et ry for aggressivitet og for at begå krigsforbrydelser i det kommende slag.
Længere mod sydvest lå Panzerlehrdivision under generalmajor Fritz Bayerlein. Divisionen var en eliteenhed, der bestod af instruktører fra forskellige træningslejre. Personellet var ikke blot af høj kvalitet, men divisionen havde et usædvanligt højt antal af de nyeste og bedste panserkøretøjer.

## Invasionen
Umiddelbart før invasionen begyndte, udsendte general Eisenhower en historisk meddelelse til alle medlemmer af den allierede ekspeditionsstyrke: "I skal nu af sted på det store korstog, frem mod hvilket vi har arbejdet disse mange måneder."

### Vejrudsigten
Det, der bestemte datoen for invasionen, var vejrudsigten. De tyske ubåde var stort set drevet ud af Atlanterhavet, og de tyske vejrstationer på Grønland var lukket. De Allierede havde en fordel, fordi de kendte vejrforholdene i Atlanterhavet.
Der krævedes fuldmåne til indsættelsen af faldskærmstropper, og til de bedste tidevandsforhold for landgangsbådene. Dermed var de mulige datoer begrænset til nogle få dage hver måned. Eisenhower havde valgt d. 5. juni som invasionsdagen. I løbet af maj havde der været godt vejr, men det ændrede sig i juni. Den 4. juni var forholdene klart uegnede til en invasion. Vind og høje bølger ville gøre brugen af landgangsbåde umulig, og lave skyer ville forhindre transport- og bombefly i at finde deres mål. De allierede troppetransporter, der allerede var til søs, søgte tilflugt under den sydlige engelske kyst.
Det virkede som en mulighed, at alt måtte aflyses, og soldaterne måtte vende tilbage til deres lejre. Det ville være et kæmpe projekt, da næste angrebsbølge var blevet klar til transport over Kanalen. Den næste periode med fuldmåne lå næsten en måned væk. På et afgørende møde 5. juni forudså Eisenhowers ledende meteorolog, Group Captain J.M. Stagg, at der ville være en lille forbedring i vejret d. 6. juni. Eisenhowers stabschef, general Walter Bedell Smith, ville fortsætte med invasionen. Leigh Mallory var i tvivl, men admiral Ramsay mente, at forholdene ville være marginalt egnede. På baggrund af Staggs vejrudsigt beordrede Eisenhower, at invasionen skulle fortsætte.
Tyskerne tog det roligt på grund af de dårlige vejrforhold og mente ikke, at en invasion var mulig i flere dage. Nogle styrker blev sat i lavt beredskab, og mange højtstående officerer var fraværende. Rommel tog for eksempel et par dages orlov med sin familie, mens dusinvis af ledere af divisioner, regimenter og bataljoner var væk fra deres poster og deltog i strategiske øvelser.

### Den franske modstandsbevægelse
De forskellige grupperinger og kredse i den franske modstandsbevægelse var med i planen for Operation Overlord. Det britiske SOE, Special Operations Executive, koordinerede modstandsbevægelsen i omfattende sabotageoperationer. Grupperne fik til opgave at ødelægge jernbaner, lave bagholdsangreb ved veje eller ødelægge telefon- og elnettet.
Ordrerne kom via radio af BBC's franske station i London. Hundredvis af tilsyneladende meningsløse beskeder blev sendt for at dække for de få, der var kodede ordrer.
Mellem strømmen af tilsyneladende meningsløse beskeder sendt af BBC klokken 21:00 d. 5. juni var kodede instruktioner som "Les carottes sont cuites" (gulerødderne er tilberedt) og "Les dés sont jetés" (Terningerne er kastet).
Josef Götz, lederen af den tyske signaltjeneste i Paris, havde opdaget meningen med en del af beskederne, der indløb d. 5. juni. Signaltjenesten mente, med rette, at det betød en snarligt forestående invasion. De alarmerede deres ledere og alle ledende officerer i Frankrig. Desværre havde de måneden før udsendt en lignende advarsel, da de Allierede havde gjort klar til invasionen og alarmeret modstandsbevægelsen, men var blevet nødt til at afbryde på grund af dårligt vejr. Derfor blev alarmen fra signaltjenesten behandlet som ren rutine.

### Invasion fra luften
Hvis angrebet fra havet skulle lykkes, krævede det, at der var etableret en sikker zone omkring brohovedet, så det kunne udvides og en tilstrækkelig stor styrke få fodfæste i Frankrig. Amfibiestyrkerne var specielt sårbare overfor fjendtlige modangreb, før brohovedet var ordentligt etableret.
For at forsinke og hindre tyske modangreb blev luftbårne styrker sat ind for at indtage nøglepositioner som broer, vejkryds og vigtigt terræn, specielt på den østlige og den vestlige flanke af landgangsområdet.
De amerikanske 82. og 101. luftbårne divisioner blev nedkastet vest for Utah Beach, mens den britiske 6. luftbårne division blev nedkastet på den østlige flanke.

#### De britiske faldskærmstropper lander
Øst for landgangsområdet var den åbne, flade flodslette mellem Orne- og Dives-floderne ideel til et tysk modangreb med kampvogne. Men et modangreb fra flodsletten spærredes af floden Orne, der flyder fra byen Caen til Seinebugten. Det eneste sted, floden kunne krydses nord for Caen, var 7 km fra kysten nær Bénouville og Ranville. De tyske tropper skulle over de to broer ved disse to byer for at angribe invasionsstyrken fra flanken. For de Allierede var broerne også centrale, hvis Caen skulle kunne angribes fra øst.
De britiske faldskærmstroppers taktiske mål var:
- At erobre de to broer ved Bénouville-Ranville-overgangen intakte
- At forsvare broerne mod det uundgåelige modangreb med kampvogne
- At ødelægge fem broer over Dives-floden for yderligere at hæmme de tyske styrkers bevægelsesfrihed.

Luftbårne tropper primært fra 3. og 5. faldskærmsbrigader blev indsat efter midnat d. 6. juni og mødte med det samme modstand fra elementer af den tyske 716. infanteridivision. Ved daggry angreb kampgruppe von Luck fra 21. Panzer-Division fra syd på begge sider af Orne-floden. Da havde faldskærmstropperne etableret en forsvarslinje omkring broerne. Tabene på begge sider var svære, men faldskærmstropperne holdt deres stillinger. Kort efter daggry blev de forstærket af kommandosoldater fra 1st Special Service Brigade. Ved slutningen af D-dagen havde de britiske faldskærmstropper udført deres opgaver. I flere dage efter led både britiske og tyske tropper svære tab, mens de kæmpede om broerne. Den 12. juni overvældede faldskærmstropperne de tyske pansergrenaderer i slaget om Bréville. De tyske tropper forsøgte ikke større angreb på broerne igen. 6. luftbårne division fortsatte som fronttropper frem til september, hvor de blev trukket tilbage.

#### De amerikanske faldskærmstropper lander
De amerikanske 82. og 101. luftbårne divisioner blev indsat med faldskærm af 12 troppetransportgrupper. De var mindre heldige med at opnå deres mål hurtigt, sammenlignet med briterne. For at overraske de tyske tropper skulle troppetransporterne nærme sig Normandiet fra vest. Flere faktorer gjorde faldskærmstroppernes arbejde svært, men den primære var beslutningen om at foretage en så stor indsættelse med faldskærm om natten, et koncept der ikke blev brugt igen i krigens tre senere store faldskærmsoperationer. Resultatet var, at 45% af de amerikanske faldskærmstropper var spredt og ikke kunne samles i større enheder.
Tre regimenter fra 101. luftbårne division blev indsat først mellem 00:48 og 01:40 fulgt af 82. luftbårne, der blev indsat mellem 01:51 og 02:42. Hver operation involverede omkring 400 C-47 transportfly. Før daggry blev to bølger af svævefly brugt til at bringe to artilleribataljoner med 24 artilleripjecer til 82. luftbårne. Yderligere svævefly landsatte 325. svæveflysinfanteriregiment, der var en del af 82. luftbårne. To forsøg på at nedkaste forsyninger samme dag viste sig at være ineffektive.
Efter 24 timer var kun 2.500 mand fra 101. division og 2.000 fra 82. under divisionernes kommando, svarende til omkring en tredjedel af de indsatte styrker. Faldskærmstroppernes spredte indsættelse havde dog den effekt, at det forvirrede de tyske forsvarere og spredte deres modangreb. Tyskernes ide med at oversvømme lavtliggende områder hjalp også med at beskytte amerikanernes sydlige flanke.
Faldskærmstropperne fortsatte med at kæmpe bag fjendens linjer i dagevis. Mange samledes i mindre grupper omkring befalingsmænd. Ofte var disse grupper sammensat af mænd fra forskellige kompagnier, bataljoner, regimenter og endog divisioner. 82. luftbårne indtog byen Sainte-Mère-Église tidligt om morgenen d. 6. juni. Byen blev dermed den første befriede by ved invasionen.

### Landgang på strandene

#### Sword Beach
Angrebet på Sword Beach begyndte omkring 03:00 med et luftbombardement på det tyske kystforsvar. Flåden begyndte sit bombardement få timer senere. Ved 07:30 nærmede de første enheder sig stranden. Disse var DD tanks fra 13th/18th Hussars fulgt tæt op af infanteri fra 8th Brigade.
På Sword Beach kom det regulære britiske infanteri i land med få tab. De rykkede hele omkring 8 km frem i løbet af dagen, men formåede dog ikke at indfri nogle af de ambitiøse mål Montgomery havde sat. Specielt Caen, som var et vigtigt mål, var på tyske hænder ved slutningen af D-dagen og forblev det frem til Slaget om Caen d. 8. august.
1st Special Service Brigade, som var under ledelse af Lord Lovat DSO, MC, kom i land med 2. bølge, som var ført af No.4 Commando med to franske delinger forrest. 1st Special Service Brigades landgang er kendt for at blive ført af sækkepibespilleren Bill Millin. Den britiske og franske No.4 Commando havde særskilte mål i Ouistreham: Franskmændene skulle erobre et blokhus og et kasino, mens briterne skulle finde to tyske kanonbatterier, som kunne ramme mål på stranden. Blokhuset viste sig at være for solidt for kommandosoldaternes PIAT (panserværnsvåben), men kasinoet (messen) blev erobret med hjælp fra en Centaur tank. De britiske kommandosoldater fandt begge batterier, men de opdagede, at kanonerne var afmonteret og flyttet. Infanteriet ryddede derefter området for fjender og trak sig fra Ouistreham for at mødes med andre enheder fra deres brigade (Nos. 3, 6 og 45), for derefter at gå ind i landet og mødes med 6th Airborne Division.

#### Juno Beach
De canadiske styrker, som var gået i land på Juno Beach, blev mødt af 14 batterier med tunge 155 mm kanoner og ni batterier med 75 mm mellemtunge kanoner, ligesom de mødte mange maskingeværstillinger, bunkere og andre fæstningsværker og et havdige, som var dobbelt så højt, som det på Omaha Beach. Den første bølge led 50 % tab. Det var det næsthøjeste af de fem landgangsstrande. Brugen af kampvogne var en stor succes på Juno og i nogle tilfælde landede de før infanteriet og hjalp med at rydde en vej ind i landet.
På trods af forhindringerne fik canadierne kæmpet sig væk fra stranden i løbet af få timer, og de kunne begynde deres fremrykning ind i landet. 6. canadiske panserregiment (1st Hussars) og The Queen's Own Rifles of Canada krydsede Caen-Bayeux-motorvejen, som var over 15 km inde i landet, og de opfyldte dermed deres mål på D-dagen. Canadierne var de eneste hærenheder der opfyldte deres mål på D-dagen, selv om de måtte sende de fleste enheder tilbage for at forstærke deres forsvarspositioner. To befæstede stillinger ved Douvres radarstationen var stadig på tyske hænder, og der var ikke etableret forbindelse til Sword Beach.
Ved afslutningen af D-dagen var 15.000 canadiske soldater gået i land og 3rd Canadian Infantry Division var trængt længere ind i Frankrig end nogle af de andre allierede styrker, selv om de havde mødt stærk modstand på strandene og senere oplevede flere tyske modangreb på brohovedet fra elementer af den tyske 21. og 12. SS Hitlerjugend panserdivisioner den 7. og 8. juni.

#### Gold Beach
På Gold Beach var tabene også forholdsvis store, til dels fordi de søgående Sherman DD tanks var forsinket, og tyskerne var stærk befæstet i en by på stranden. Alligevel klarede 50th (Northumbrian) Infantry Division disse vanskeligheder og rykkede helt frem til udkanten af Bayeux sidst på dagen. Med undtagelse af canadierne på Juno Beach kom ingen division tættere på at opfylde deres mål end 50th.
No.47 (Royal Marines) kommandosoldater var de sidste britiske soldater, der kom i land på Gold øst for La Hamel. Deres opgave var at fortsætte ind i landet og dreje til højre (vest) og marchere 16 km gennem fjendtlig territorium for at angribe havnen på Port-en-Bessin bagfra. Denne lille havn var godt beskyttet i kridtklinterne, men den var i det tidlige stade af invasionen udset til at være hovedhavnen for forsyninger og brændstof, som skulle sendes gennem en undervandsrørledning fra Sydengland (Pipe-Lines Under The Ocean).

#### Omaha Beach
Dele af 1. og 29. US infanteridivisioner stod over for tyskernes erfarne 352. infanteridivision, en af de bedst trænede på strandene. De allierede efterretningstjenester blev ikke klar over, at 716. infanteridivision (immobil) der havde ret lav kampkvalitet, var erstattet af den 352. Infanteridivision allerede i marts måned. Omaha-stranden var også den stærkest befæstede strand med høje klinter forsvaret af skjulte mortérer, maskingeværer og artilleri. Det forudgående luft- og flådebombardement af bunkerne viste sig at være ineffektiv. Vanskeligheder med præcis navigation forårsagede at hovedparten af landgangene endte længere østpå, hvorved de ikke ramte deres mål. Derfor led den første angrebsbølge af kampvogne, infanteri og ingeniørtropper svære tab. Af 16 kampvogne, der landede på Omaha-strækningens strande, klarede kun to sig. Den officielle rapport beskriver situationen sådan:
"within 10 minutes of the ramps being lowered, [the leading] company had become inert, leaderless and almost incapable of action. Every officer and sergeant had been killed or wounded […] It had become a struggle for survival and rescue".  ("...inden for ti minutter fra det øjeblik hvor rampen blev sænket, blev det forreste kompagni ladt uden ledelse og næsten handlingslammet. Alle officerer og underofficerer var dræbt eller såret. Det var blevet en kamp for overlevelse og redning")
Der var kun blevet slået få huller i strandforhindringerne, hvilket gav problemer for landsætningen.

#### Utah Beach
På den vestligste landgangsstrand, Utah Beach, var tabene meget mindre end på den blodige Omaha Beach. Kun 197 af omkring 23.000 mand, som gik i land på Utah Beach, omkom. 4. infanteridivision gik imidlertid i land 1800 m syd for det planlagte sted. De kom i land i et svagt forsvaret område og mødte svag tysk modstand. 4. infanteridivision var derfor i stand til at rykke frem ikke mindst fordi 502. og 506. faldskærmsregimenter fra den 101. luftbårne division havde lavet et godt forarbejde. Det var delvist et tilfælde, da det planlagte landgangsområde var længere nede af stranden. Den amerikanske general Theodore Roosevelt, Jr., som var assisterende leder af 4th division, udtalte efter han opdagede det forkerte landgangssted den berømte sætning: "We will start the war from right here." – "Vi vil starte krigen lige her". Tidligt på aftenen havde 4th infanteridivision mødt dele af 101. luftbårne. De amerikanske tab var få, og styrkerne var i stand til at rykke frem hurtigere end forventet, Det gjorde landgangen tæt på en komplet succes.